# Kacu Kaisú
Kacu Kaisú (japánul: 勝海舟, Edo, 1823. március 12. – Tokió, 1899. január 21.) japán főnemes, szamuráj, katona és tengerésztiszt. Az ő irányításával kezdődött meg a hadiflotta korszerűsítése. Kacu bár nagymértékben meg akarta reformálni a Sógunátust, nem támogatta annak eltörlését. Ebből az okból kifolyólag a bosin-háború idején a felkelőkkel szemben Tokugava Josinobu sógunt támogatta. Az Edót védő csapatok parancsnokaként azonban a város épségének megőrzése érdekében az ostromot kezdő felkelők parancsnokának, Szaigó Takamorinak harc nélkül átadta a várost. Kacu a kevés sóguni hivatalnok közé tartozott, aki a Meidzsi-restauráció idején is hivatalt vállalhatott.

## Élete
Kacu Kaisú 1823-ban született Edóban, a későbbi Tokióban. Eredeti neve Kacu Dzsintaró (麟太郎) volt. Apja, Kacu Kokicsi alacsony rangú, elszegényedett szamuráj volt. Kacu fiatalkorában a hadtudomány mellett megtanult hollandul, tanulmányozta az európai haditechnikát. 1855-58 között a Nagaszakiban található Tengerészeti Akadémián tanult.
Kaisú ismereti alapján ismert lett a japán közéletben, mint a nyugati technikai szakszerű ismerője. 1860-ban kinevezték az első modern, holland gyártmányú japán hadihajó, a Kanrin Maru parancsnokának. Ebben az évben Kacu is részt vett az első, Amerikába utazó japán küldöttség munkájában. Amerikai tartózkodása összesen két hónapig tartott, ami közben San Franciscóban hosszan tanulmányozta a nyugati tudományt és technológiát, majd tapasztalatait megpróbálta felhasználni hazájában. Szorgalmazta egy modern haditengerészet létrehozását, a haditengerészet vezetésére alkalmas tisztek kiképzését. 1863-1864 között ő vezeti a nem régen alakult Kóbei Tengerészeti Iskolát.
1868-ban a Tokugava-sógun ellenes, császárpárti szacumai, csósúi és toszai szamurájok felkelést robbantottak ki a sógunátus megdöntéséért (bosin-háború). Kacu Kaisú a háború kitörésekor a sógun, Tokugava Josinobu mellé állt. Kacu a sóguni csapatok egyik legfőbb vezére lett és a sógun Edó védelmével bízta meg. Miután a győztes Szaigó Takamori a csapatai élén ostrom alá vette a sóguni központot, Kacu a város lerombolását elkerülendő harc nélkül átadta a várat a császáriaknak.
A háborút követően is a kevés aktív, volt sógun mellett szolgáló parancsnok között volt, akik részt vállaltak a Meidzsi-restauráció időszakának japán politikájában. Kacu először a haditengerészeti ügyekért felelős miniszternek volt a helyettese, majd 1873-1878 között ugyanennek a tárcának a miniszteri tisztségét látta el. 1887-ben örökletes főnemesi címet kapott Meidzsi császártól.
Idős korában is több könyvet, szakirodalmat publikált, naplókat írt. 1898-ban megkapta a Felkelő Nap Rendjét. 1899. január 21-én, hetvenöt éves korában halt meg Tokióban.

## Alakja a populáris kultúrában
- Életéről 1974-ben egy 45 részes filmsorozatot forgattak Japánban.[1]
- Több részben is feltűnik a Bakumacu és a Bosin-háború idején játszódó, 2008-ban forgatott Acu hercegnő című japán filmsorozatban, amely Tokugava Ieszada sógun feleségéről szól.[2]
- Alakja feltűnik a Ruróni Kensin című japán mangasorozat 3. évadában.